# Colitis colágena
En medicina, se designa con el nombre de colitis colágena a una enfermedad inflamatoria que afecta al intestino, específicamente a la región del colon, y provoca entre otras manifestaciones diarrea acuosa sin expulsión de sangre. Es un trastorno poco habitual que se presenta más frecuentemente en mujeres adultas de más de 50 años. No es de causa infecciosa, se cree que puede estar provocada por un mecanismo de autoinmunidad. El diagnóstico se basa en realizar el estudio microscópico de una biopsia de la mucosa del colon, en la que se aprecian unas características histológicas específicas que incluyen la presencia de una banda colágena debajo del epitelio (subepitelial) y la existencia de un infiltrado inflamatorio crónico en la lámina propia constituido por células plasmáticas y linfocitos. La enfermedad se clasifica junto a la colitis linfocítica dentro del grupo de trastornos llamado colitis microscópica. Para muchos autores la colitis linfocítica y la colitis colágena corresponden a manifestaciones diferentes de una misma enfermedad.